# Сергеј Аксаков
Сергеј Тимофејевич Аксаков (рус. Серге́й Тимофе́евич Акса́ков; 1. октобар [по јулијанском 20. септембар] 1791. — 12. мај [по јулијанском 30. април] 1859.) био је руски књижевник из 19. века запамћен по својим полуаутобиографским причама о породичном животу, као и по књигама о лову и риболову.
У његову част назван је кратер на планети Меркур.

## Детињство
Према Сомотној књизи руског родослова, Аксакови воде своју мушку лозу од Шимона, варјашког нећака Хакона Старог, који се настанио у Новгороду 1027. Њихов први документовани предак био је Иван Фјодоривич Вељаминов са надимком Оксак који је живео током 15. века. Његов породични грб био је заснован на пољском грбу Прзијациел (такође познатом као Аксак) за који се у Пољској сматра да је татарског порекла (реч „оксак“ на турским језицима значи „хром“. Све ово је навело нека истраживања да верују да и породица Аксаков потиче од Татара, иако нису имали никакве везе са пољским племићким домом.
Сергеј је рођен у Уфи где је и одрастао на породичном имању Ново-Аксаковка у Оренбуршкој губернији, где је стекао доживотну љубав према природи. У књижевност га је увела и мајка у раном детињству, а посебно је заволео Херасковљеву Росијаду и трагедије Сумарокова.
Школовао се у Казањској гимназији, а затим, 1805. (прве године по оснивању), на Казањском универзитету, иако је сам рекао да је био лоше припремљен за универзитетско образовање (а неки од професора, доведени из иностранства, су предавали на страним језицима). Ометало га је и опсесивно интересовање за позориште.

## Каријера
Напустио је универзитет 1807. године, а следеће године отишао је у Санкт Петербург да преузме државну службу, за коју је такође био слабо припремљен. Опет је провео доста времена у позоришту, а познанство са конзервативним адмиралом Шишковим ојачало је његову склоност ка класичној руској књижевности и упознало га са Љубитељима руске речи. Дао је оставку на државну службу 1811. године и преселио се у Москву, где је био аматерски активан у књижевном и позоришном животу и објавио свој први стих анонимно 1812. године.
Аксаков се пријавио у полицију и био део Наполеонове инвазије на Русију ; потом је почео да живи миран живот спортског сеоског штитоноше на свом имању Аксаково у Оренбуршкој губернији, где је боравио од 1816. до 1826. године, након чега је обично био у Москви. Године 1816. оженио се Олгом Семеновном Заплатином. Пар је имао шест синова и осам ћерки. Његова најстарија ћерка Вера Аксакова, рођена 1819. године, такође је била запажени писац.
Почео је да објављује преводе, критике и чланке раних 1820-их, иако је његов важан рад дошао много касније. Године 1827. постављен је у Московски цензурни комитет, из којег је разрешен 1832. године јер је дозволио објављивање „свркутастог“ памфлета о пијаним полицајцима; 1833. постао је инспектор геодетске школе Великог кнеза Константина, а 1835. први директор Константиновог геодетског института (Konstantinovsky mezhevoi institut).  Пензионисан је из државне службе 1838. године.
Године 1832. упознао је Николаја Гогоља „и препознао у њему оно што није видео ни код Пушкина, ни код било ког другог човека — чисто руског генија. Аксаковљев дом, упориште чистог русизма у московском друштву, постао је храм Гогољевог култа, а Аксаков његов првосвештеник“. Управо је Гогољ открио Аксакову могућност стварања књижевности засноване директно на животу, а да је не тера у калупе класичних облика. Године 1834. Аксаков је објавио своју прву реалистичну причу "Мећава". Око 1840., подстакнут Гогољем, почео је да пише књигу која ће га учинити познатим, Породична хроника. Док је радио на томе, објавио је књиге о две своје омиљене активности од младости, Белешке о риболову (1847.) и Белешке ловца у Оренбуршкој губернији (1852.) Њихов „јасни стил и конкретан садржај“, који су били „готово јединствени у руској књижевности“, ценили су савременици;  Тургењев их је одушевљено прегледао, а Гогољ је написао Аксакову: „Твоје птице и рибе су живље од мојих мушкараца и жена“.

## Каснији живот
Године 1843. Аксаков се настанио у селу Абрамцеву, близу Москве, где је забављао писце међу којима су Гогољ, Тургењев и Толстој, а које су посећивали и његови словенофилски синови, Константин и Иван. Крајем 1850-их објавио је своја најтрајнија дела, Породичну хронику (1856.; преведено као Руски господин ) и Детињство унука Багрова (Детские годи Багрова-внука, 1858., преведено као Године детињства). Ове реминисценције на детињство проведено у руској патријархалној породици „донеле су Аксакову признање као књижевног уметника првог реда“. Аксаковљеви полуаутобиографски наративи су без премца по свом скрупулозном и детаљном опису свакодневног живота руског племства.
Међу осталим Аксаковљевим делима су Историја мог познанства са Гогољем (објављена 1890 [написана 1830-их и 1840-их]); Мемоари (1856., преведено као Руски школарац) и Сакупљање лептира (1858.). Његова бајка Гримизни цвет адаптирана је у анимирани играни филм у Совјетском Савезу 1952. године.

## Породица
Аксаков се оженио Олгом Семјоновном Заплатином, кћерком генерал-мајора Семјона Григоријевича Заплатине и заробљене туркиње. Имали су четири сина (Константин, Григорије, Иван и Михаил) и седам ћерки (Вера, Олга, Надежда, Ана, Љубов, Марија и Софија).

## Енглески преводи
- Years of Childhood. Превод: James Duff Duff. London: Edward Arnold. 1916  — преко Internet Archive.
- A Russian Schoolboy, E. Arnold, London, 1917, tr. by J. D. Duff. from Archive.org
- A Russian Gentleman, E. Arnold, London, 1917, tr. by J. D. Duff. from Archive.org
- The Family Chronicle, E. P. Dutton & Co., New York, 1961, tr. by M. C. Beverley.